# Germain Nouveau
Germain Marie Bernard Nouveau (Pourrières, 31 luglio 1851 – Pourrières, 4 aprile 1920) è stato un poeta e insegnante francese, associato con il movimento del simbolismo.

## Biografia
Studiò in un piccolo seminario di Aix-en-Provence, dove considerò anche di diventare prete, per spostarsi successivamente in un liceo di Marsiglia. Nell'autunno del 1872 si trasferì a Parigi.
Fu amico di Rimbaud e Verlaine. Nel 1874 si recò a Londra assieme a Rimbaud, aiutando quest'ultimo nella trascrizione de Le illuminazioni. Nel 1876 pubblicò Dixains Réalistes, una parodia dei parnassiani. Tra il 1879 e il 1881 scrisse Doctrine De L'Amour, una raccolta di poesie che successivamente ripudiò e che venne pubblicato contro la sua volontà nel 1904. 
Nel 1878 entrò nel Ministero della Pubblica Istruzione e collaborò, sotto lo pseudonimo di Jean de Noves, con Gaulois e Le Figaro, prima di riprendere i suoi viaggi attorno al 1883. Successivamente si convertì al cattolicesimo: nel 1911 tornò al suo paese natale, dove trascorse in povertà gli ultimi anni della sua vita.

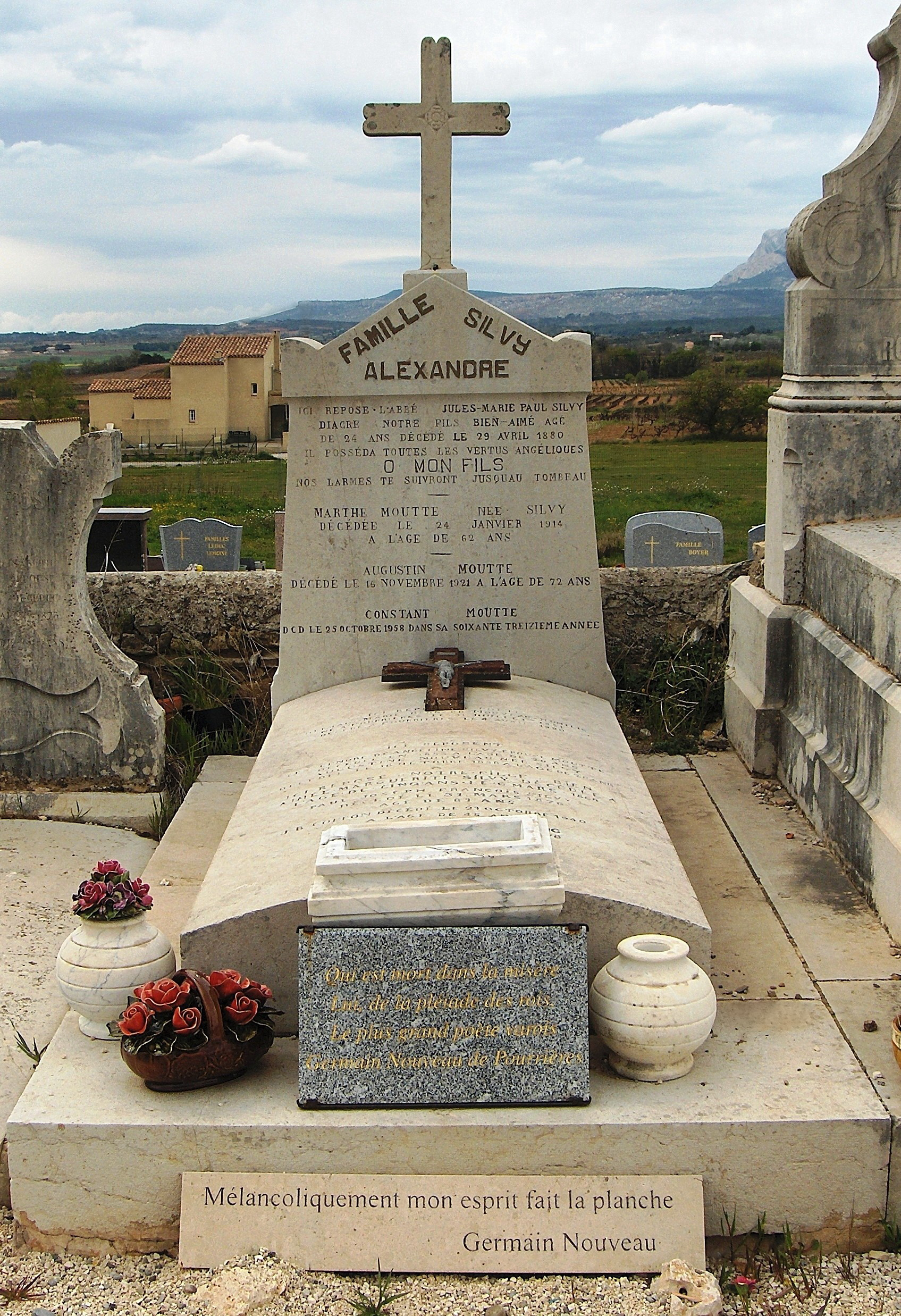
Tomba di Nouveau

In un elzeviro apparso sul "Corriere della Sera" nel 1954, Eugenio Montale scrisse che Paul Cézanne più volte negò l'elemosina al poeta mendicante Germain Nouveau, seduto sui gradini del Duomo di Aix-en-Provence, forse spinto da una malcelata invidia per la sua libertà. 
Germain Nouveau ebbe una grande influenza sui surrealisti, tanto che Louis Aragon disse di lui: "non un poeta minore, ma un grande poeta. Non un epigono di Rimbaud:  ma un suo eguale". 
Tra le sue poesie più conosciute viene ricordata specialmente "Les Cathédrales" (Le Cattedrali). Numerose altre poesie e lavori di Nouveau furono pubblicati postumi in Francia nel 1970.

## Opere
La maggior parte delle opere di Nouveau vennero pubblicate solo dopo la sua morte. Sono generalmente divise in:
- Premiers vers (1872-1878)
- Dixains réalistes
- Notes parisiennes
- La Doctrine de l'amour
- Sonnets du Liban
- Valentines
- Ave Maris Stella
- Derniers vers (1885-1918)
- Un peu de musique

Traduzioni italiane:
- Le Poesie di Humilis, traduzione di Alessandro Parronchi (Firenze, Libreria Editrice Fiorentina, 1945)
- I baci e altre poesie, introduzione e traduzione di Luciana Frezza (Milano, Einaudi, 1972)
- L'amore dell'amore, a cura di Rienzo Colla (Vicenza, Editr. La Locusta, 1994)